# Kościół św. Marcina w Kotowicach
Kościół św. Marcina w Kotowicach – rzymskokatolicki kościół filialny w podwrocławskich Kotowicach, Gmina Oborniki Śląskie.

## Historia
Kościół wzmiankowany w 1376 roku. Wielokrotnie ulegał pożarom (1832, 1931, 1978). Budowę obecnego kościoła rozpoczęto 10.09.1911 roku. W 1946 ks. Franciszek Dorożyński proboszcz parafii w Urazie rozpoczął odprawianie mszy świętej. W dniu 01.01.1978 roku wybuchł pożar, zniszczeniu uległy wnętrze, dach oraz wieża. Wezwana staż pożarna z Wrocławia pojechała omyłkowo do innych Kotowic. W dniu 18.11.1978 ks. bp Wincenty Urban dokonał poświęcenia odbudowanego kościoła. Remont trwał w latach 1981-1987. W 1997 podczas powodzi tysiąclecia kościół został zalany do wysokości 90 cm.

## Wyposażenie
- neobarokowy ołtarz główny (ok.1920)
- sześć figur świętych (ok.1920)[3]